# Nannochordeiles pusillus
O bacurauzinho-preto (Nannochordeiles pusillus), também conhecido por bacurauzinho, bacurau-pequeno e bacurau-preto, é uma espécie de bacurau que habita da Venezuela e Colômbia até os estados brasileiros do Mato Grosso, Minas Gerais e São Paulo. Tais aves são uma das menores espécies de bacuraus, medindo cerca de 16,5 cm de comprimento, com coloração pardacenta, faixa branca nas asas, e partes inferiores barradas de marrom e branco.
A espécie é classificada tradicionalmente como fazendo parte do gênero Chordeiles, da subfamília Chordeilinae. Porém o Comitê Brasileiro de Registros Ornitológicos (CBRO) considera a espécie monotípica dentro do género Nannochordeiles, mas que não foi adotado amplamente por outras classificações.

## Subespécies
São reconhecidas seis subespécies:
- Nannochordeiles pusillus pusillus (Gould, 1861) - ocorre no leste do Brasil, do estado de Tocantins e Goiás até Minas Gerais e Bahia;
- Nannochordeiles pusillus septentrionalis (Hellmayr, 1908) - ocorre no leste da Colômbia até o sul da Venezuela, nas Guianas e na região adjacente do Norte do Brasil;
- Nannochordeiles pusillus esmeraldae (Zimmer & Phelps, 1947) - ocorre no Sudeste da Colômbia até o Sul da Venezuela e no extremo norte do Brasil;
- Nannochordeiles pusillus xerophilus (Dickerman, 1988) - ocorre no nordeste do Brasil, nos estados da Paraíba e Pernambuco;
- Nannochordeiles pusillus novaesi (Dickerman, 1988) - ocorre no nordeste do Brasil, nos estados do Maranhão e Piauí;
- Nannochordeiles pusillus saturatus (Pinto & Camargo, 1957) - ocorre do extremo leste da Bolívia até a região central do Brasil.